# 741 Botolphia
A 741 Botolphia (ideiglenes jelöléssel 1913 QT) a Naprendszer kisbolygóövében található aszteroida. Joel Hastings Metcalf fedezte fel 1913. február 10-én.